# KK Rijeka
KK Kvarner Novi Resort ist ein kroatischer Basketballverein in Rijeka.
Man spielt zurzeit in der ersten kroatischen Liga.

## Geschichte
In der Saison 2001/02 nahm der Verein bisher zum ersten und einzigen Mal an der ABA-Liga teil.